# 남아라비아 보호령
남아라비아 보호령(영어: Protectorate of South Arabia, 아랍어: محمية الجنوب العربي)은 아라비아반도 남단에 있던 영국의 보호국으로, 영국과 보호 조약으로 맺어진 여러 토후국들의 연방체였다.
본래 영국의 아덴 보호령의 일부였으나 1963년 아덴 보호령의 서부 지역이 남아라비아 연방을 이루어 독립할 때 이에 가입하지 않은 토후국들이 모여 구성하였다. 관할 영역은 역사적인 하드라마우트 지역에 해당한다. 1967년 아덴 비상사태 반란 이후 해체되고 남예멘 인민 공화국의 일부가 되었고, 현재는 예멘 공화국의 일부이다.

## 구성국
- 마흐라 술탄국
- 카티리 술탄국
- 쿠아이티 술탄국
- 상야파
- 알하우라 셰이크국
- 알이르카 셰이크국

## 같이 보기
- 하드라마우트
- 남예멘